# Жан Амброз
Жан Амброз (роден на 27 септември 1993) е френски футболист, който играе в Локомотив ГО като защитник.

## Кариера
Амброз става част от отбора на Бордо от Мулен. Той прави своя дебют на 13 декември 2015 г., като изиграва 79 минути.
През лятото на 2016 г. Амброз става част от третодивизионния Седан, но е освободен дисциплинарно.
На 6 декември 2016 г. Амброз става част от отбора на Локомотив ГО. Той прави дебюта си за „железничарите“ на 18 февруари 2017 г., като изиграва пълни 90 минути срещу Ботев Пловдив.